# Stasimopus nigellus
Stasimopus nigellus là một loài nhện trong họ Ctenizidae. S. nigellus được miêu tả năm 1902 bởi Mary Agard Pocock.